# Майоров, Владислав Николаевич
Владислав Николаевич Майоров (12 ноября 1976, Рязань) — российский футболист, нападающий; тренер.

## Биография
Воспитанник рязанского футбола. В 1994 году в составе местного «Феникса» стал обладателем Суперкубка области, забив решающий гол в дополнительное время.
На профессиональном уровне начал выступать в 1995 году в составе рязанского «Спартака». Провёл в команде четыре сезона, сыграв более 100 матчей во втором дивизионе. В начале 1998 года был на просмотре в ЦСКА.
Летом 1998 года перешёл в сочинскую «Жемчужину». Дебютный матч в премьер-лиге России сыграл 8 августа 1998 года против ЦСКА. Всего за основную команду «Жемчужины» сыграл 2 матча в высшем дивизионе и одну игру в Кубке России.
В начале 1999 года перешёл в украинский «Кривбасс». Дебютный матч в высшей лиге Украины сыграл 7 марта 1999 года против «Днепра», а первый гол забил 24 апреля 1999 года в ворота мариупольского «Металлурга». В весенней части сезона 1998/99 сыграл в высшей лиге 11 матчей и забил два гола, стал бронзовым призёром чемпионата. В новом сезоне из-за конфликта с тренером был сослан в дубль, где провёл три матча и уже в августе 1999 года покинул команду.
Вернувшись в Россию, более двух лет из-за проблем с трансфером не мог играть в профессиональном футболе и выступал на любительском уровне за клубы Рязани. В 2002 году присоединился к профессиональной команде «Рязань-Агрокомплект», в её составе за четыре года сыграл 121 матч и забил 80 голов во втором дивизионе. Неоднократно становился лучшим бомбардиром своей команды и входил в число лучших бомбардиров второго дивизиона. В 2003 году установил клубный рекорд результативности за сезон — 25 голов.
С 2006 года играл за другие рязанские клубы второго дивизиона — «Спартак-МЖК» и «Рязань». Со «Спартаком» стал победителем турнира второго дивизиона 2006 года, но в ходе следующего сезона команда прекратила существование. В 2008 году футболист завершил профессиональную карьеру и ещё некоторое время играл на любительском уровне.
Всего за профессиональные клубы Рязани сыграл в первенствах страны 301 матч и забил 130 голов.
В 2010-е годы работал в Рязани детским тренером. Также возглавлял клуб «АМКА», приводил его к победе в чемпионате области.

## Достижения
- Бронзовый призёр чемпионата Украины: 1998/99

## Личная жизнь
Отец Николай Николаевич и старший брат Дмитрий играли в футбол на уровне любительских команд. Отец становился чемпионом области в 1970 году в составе команды ТКПО.